# Прикордонний знак

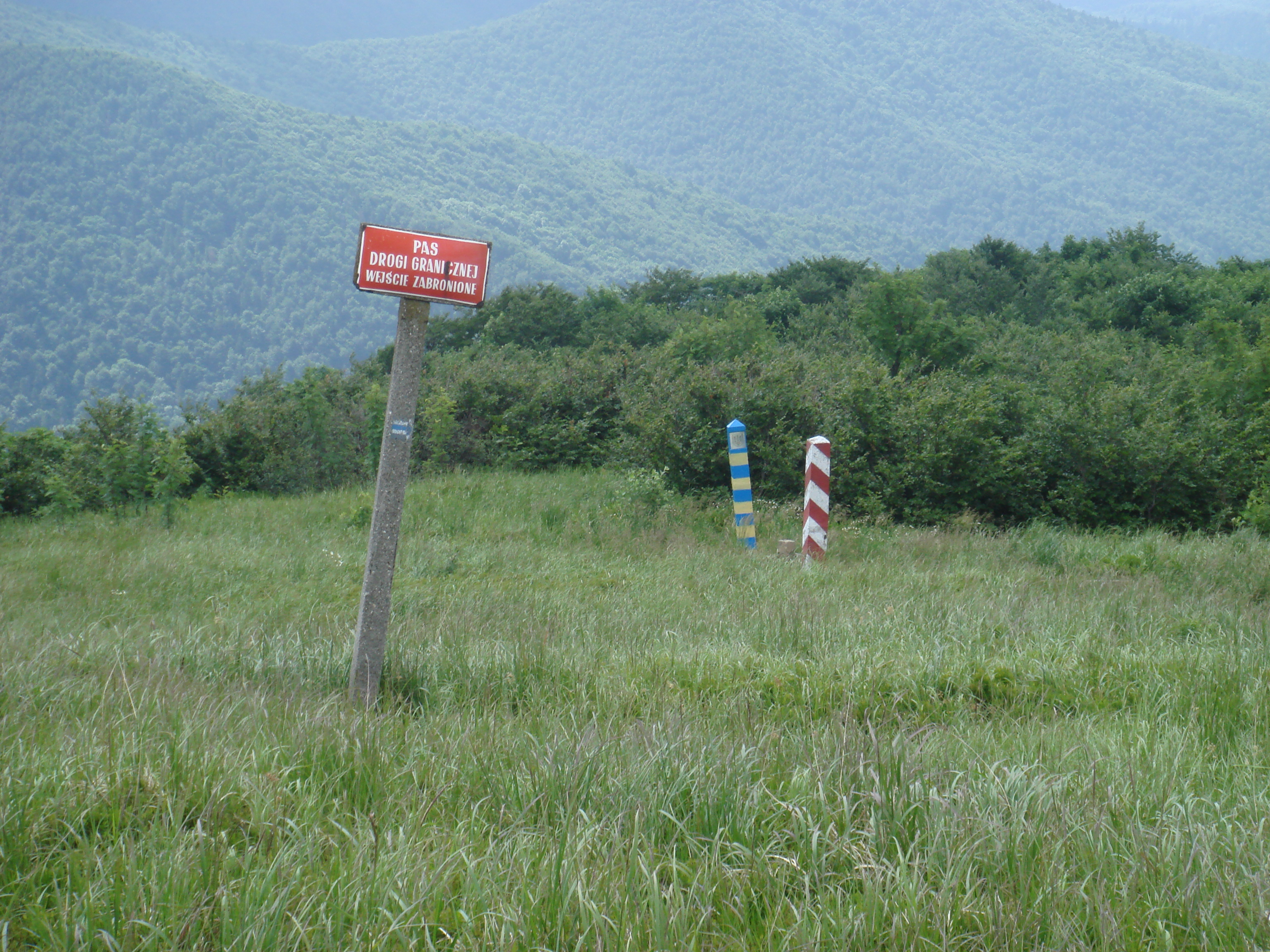
Знаки на українсько-польському кордоні

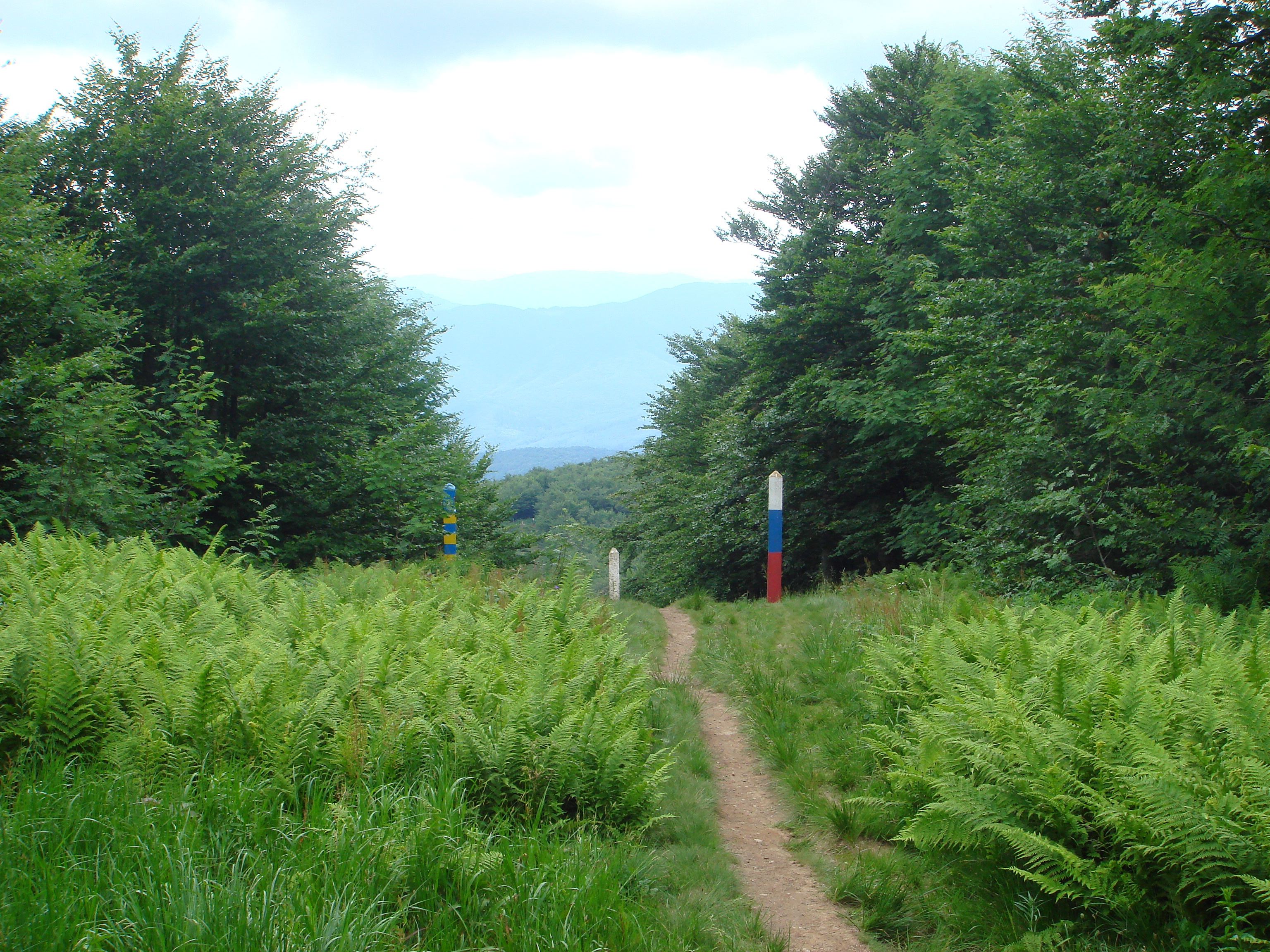
Знаки на українсько-словацькому кордоні

Прикордонний знак — об'єкт, який визначає перебіг державного кордону безпосередньо на місцевості.

## Призначення
Проходження Державного кордону України на місцевості позначено у вигляді прикордонних стовпів (на делімітованих та демаркованих ділянках кордону з Польщею, Словаччиною, Угорщиною, Румунією та частково з Молдовою), а також у вигляді інформаційних табличок (на кордоні з Республікою Білорусь, Росією та частково з Молдовою). Прикордонний знак встановлено також на острові Зміїному в Чорному морі. 

## Опис
Прикордонний знак може бути представленим у вигляді:
- кам'яних та бетонних стовпів та стовпців;
- монолітів та каменів;
- плит на скелях;
- при проходженні державного кордону по воді у вигляді буїв.

## Цікаві факти
12 серпня 2023 року, українські прикордонники за підтримки військовослужбовців ГУР МО України встановили на острові Зміїний український прикордонний знак. Згідно повідомлення ДПС України військовослужбовцями 17 прикордонного загону імені полковника Олександра Жуковського (м. Ізмаїл) за повної підтримки військовослужбовців Головного управління розвідки Міноборони України відновлено історичну справедливість – встановлено прикордонний знак на острові Зміїний. Попередній, який стояв тут до повномасштабного вторгнення, був нахабно знищений російськими окупантами.